# Антибристольська тема
Антибри́стольська те́ма — тема в шаховій композиції. Анти-форма бристольської теми. Суть теми — дві лінійні фігури рухаються по одній лінії назустріч одна одній і виключають одна одній поля на цій лінії, або на цій лінії блокують одна одній поля.

## Історія
Ця ідея походить від базової форми бристольської теми.
Анти-форма теми — це зміна базових тактичних моментів, характерних для основної теми, на протилежні тактичні моменти. Отже, в базовій формі лінійні фігури рухаються одна за одною, перша фігура надає поля для другої фігури, в анти-формі навпаки — одна фігура, рухаючись навпроти другої, забирає простір, виключає з полів.
Ідея дістала назву — антибристольська тема.
|   | a | b | c | d | e | f | g | h |   |
| 8 | h8 білий слон · a6 чорна тура · h6 чорний ферзь · b5 білий кінь · c5 чорний пішак · c4 чорний король · g3 білий пішак · h3 білий слон · c2 білий пішак · g2 білий кінь · h2 білий пішак · b1 біла тура · d1 біла тура · g1 білий король | h8 білий слон · a6 чорна тура · h6 чорний ферзь · b5 білий кінь · c5 чорний пішак · c4 чорний король · g3 білий пішак · h3 білий слон · c2 білий пішак · g2 білий кінь · h2 білий пішак · b1 біла тура · d1 біла тура · g1 білий король | h8 білий слон · a6 чорна тура · h6 чорний ферзь · b5 білий кінь · c5 чорний пішак · c4 чорний король · g3 білий пішак · h3 білий слон · c2 білий пішак · g2 білий кінь · h2 білий пішак · b1 біла тура · d1 біла тура · g1 білий король | h8 білий слон · a6 чорна тура · h6 чорний ферзь · b5 білий кінь · c5 чорний пішак · c4 чорний король · g3 білий пішак · h3 білий слон · c2 білий пішак · g2 білий кінь · h2 білий пішак · b1 біла тура · d1 біла тура · g1 білий король | h8 білий слон · a6 чорна тура · h6 чорний ферзь · b5 білий кінь · c5 чорний пішак · c4 чорний король · g3 білий пішак · h3 білий слон · c2 білий пішак · g2 білий кінь · h2 білий пішак · b1 біла тура · d1 біла тура · g1 білий король | h8 білий слон · a6 чорна тура · h6 чорний ферзь · b5 білий кінь · c5 чорний пішак · c4 чорний король · g3 білий пішак · h3 білий слон · c2 білий пішак · g2 білий кінь · h2 білий пішак · b1 біла тура · d1 біла тура · g1 білий король | h8 білий слон · a6 чорна тура · h6 чорний ферзь · b5 білий кінь · c5 чорний пішак · c4 чорний король · g3 білий пішак · h3 білий слон · c2 білий пішак · g2 білий кінь · h2 білий пішак · b1 біла тура · d1 біла тура · g1 білий король | h8 білий слон · a6 чорна тура · h6 чорний ферзь · b5 білий кінь · c5 чорний пішак · c4 чорний король · g3 білий пішак · h3 білий слон · c2 білий пішак · g2 білий кінь · h2 білий пішак · b1 біла тура · d1 біла тура · g1 білий король | 8 |
| 7 | h8 білий слон · a6 чорна тура · h6 чорний ферзь · b5 білий кінь · c5 чорний пішак · c4 чорний король · g3 білий пішак · h3 білий слон · c2 білий пішак · g2 білий кінь · h2 білий пішак · b1 біла тура · d1 біла тура · g1 білий король | h8 білий слон · a6 чорна тура · h6 чорний ферзь · b5 білий кінь · c5 чорний пішак · c4 чорний король · g3 білий пішак · h3 білий слон · c2 білий пішак · g2 білий кінь · h2 білий пішак · b1 біла тура · d1 біла тура · g1 білий король | h8 білий слон · a6 чорна тура · h6 чорний ферзь · b5 білий кінь · c5 чорний пішак · c4 чорний король · g3 білий пішак · h3 білий слон · c2 білий пішак · g2 білий кінь · h2 білий пішак · b1 біла тура · d1 біла тура · g1 білий король | h8 білий слон · a6 чорна тура · h6 чорний ферзь · b5 білий кінь · c5 чорний пішак · c4 чорний король · g3 білий пішак · h3 білий слон · c2 білий пішак · g2 білий кінь · h2 білий пішак · b1 біла тура · d1 біла тура · g1 білий король | h8 білий слон · a6 чорна тура · h6 чорний ферзь · b5 білий кінь · c5 чорний пішак · c4 чорний король · g3 білий пішак · h3 білий слон · c2 білий пішак · g2 білий кінь · h2 білий пішак · b1 біла тура · d1 біла тура · g1 білий король | h8 білий слон · a6 чорна тура · h6 чорний ферзь · b5 білий кінь · c5 чорний пішак · c4 чорний король · g3 білий пішак · h3 білий слон · c2 білий пішак · g2 білий кінь · h2 білий пішак · b1 біла тура · d1 біла тура · g1 білий король | h8 білий слон · a6 чорна тура · h6 чорний ферзь · b5 білий кінь · c5 чорний пішак · c4 чорний король · g3 білий пішак · h3 білий слон · c2 білий пішак · g2 білий кінь · h2 білий пішак · b1 біла тура · d1 біла тура · g1 білий король | h8 білий слон · a6 чорна тура · h6 чорний ферзь · b5 білий кінь · c5 чорний пішак · c4 чорний король · g3 білий пішак · h3 білий слон · c2 білий пішак · g2 білий кінь · h2 білий пішак · b1 біла тура · d1 біла тура · g1 білий король | 7 |
| 6 | h8 білий слон · a6 чорна тура · h6 чорний ферзь · b5 білий кінь · c5 чорний пішак · c4 чорний король · g3 білий пішак · h3 білий слон · c2 білий пішак · g2 білий кінь · h2 білий пішак · b1 біла тура · d1 біла тура · g1 білий король | h8 білий слон · a6 чорна тура · h6 чорний ферзь · b5 білий кінь · c5 чорний пішак · c4 чорний король · g3 білий пішак · h3 білий слон · c2 білий пішак · g2 білий кінь · h2 білий пішак · b1 біла тура · d1 біла тура · g1 білий король | h8 білий слон · a6 чорна тура · h6 чорний ферзь · b5 білий кінь · c5 чорний пішак · c4 чорний король · g3 білий пішак · h3 білий слон · c2 білий пішак · g2 білий кінь · h2 білий пішак · b1 біла тура · d1 біла тура · g1 білий король | h8 білий слон · a6 чорна тура · h6 чорний ферзь · b5 білий кінь · c5 чорний пішак · c4 чорний король · g3 білий пішак · h3 білий слон · c2 білий пішак · g2 білий кінь · h2 білий пішак · b1 біла тура · d1 біла тура · g1 білий король | h8 білий слон · a6 чорна тура · h6 чорний ферзь · b5 білий кінь · c5 чорний пішак · c4 чорний король · g3 білий пішак · h3 білий слон · c2 білий пішак · g2 білий кінь · h2 білий пішак · b1 біла тура · d1 біла тура · g1 білий король | h8 білий слон · a6 чорна тура · h6 чорний ферзь · b5 білий кінь · c5 чорний пішак · c4 чорний король · g3 білий пішак · h3 білий слон · c2 білий пішак · g2 білий кінь · h2 білий пішак · b1 біла тура · d1 біла тура · g1 білий король | h8 білий слон · a6 чорна тура · h6 чорний ферзь · b5 білий кінь · c5 чорний пішак · c4 чорний король · g3 білий пішак · h3 білий слон · c2 білий пішак · g2 білий кінь · h2 білий пішак · b1 біла тура · d1 біла тура · g1 білий король | h8 білий слон · a6 чорна тура · h6 чорний ферзь · b5 білий кінь · c5 чорний пішак · c4 чорний король · g3 білий пішак · h3 білий слон · c2 білий пішак · g2 білий кінь · h2 білий пішак · b1 біла тура · d1 біла тура · g1 білий король | 6 |
| 5 | h8 білий слон · a6 чорна тура · h6 чорний ферзь · b5 білий кінь · c5 чорний пішак · c4 чорний король · g3 білий пішак · h3 білий слон · c2 білий пішак · g2 білий кінь · h2 білий пішак · b1 біла тура · d1 біла тура · g1 білий король | h8 білий слон · a6 чорна тура · h6 чорний ферзь · b5 білий кінь · c5 чорний пішак · c4 чорний король · g3 білий пішак · h3 білий слон · c2 білий пішак · g2 білий кінь · h2 білий пішак · b1 біла тура · d1 біла тура · g1 білий король | h8 білий слон · a6 чорна тура · h6 чорний ферзь · b5 білий кінь · c5 чорний пішак · c4 чорний король · g3 білий пішак · h3 білий слон · c2 білий пішак · g2 білий кінь · h2 білий пішак · b1 біла тура · d1 біла тура · g1 білий король | h8 білий слон · a6 чорна тура · h6 чорний ферзь · b5 білий кінь · c5 чорний пішак · c4 чорний король · g3 білий пішак · h3 білий слон · c2 білий пішак · g2 білий кінь · h2 білий пішак · b1 біла тура · d1 біла тура · g1 білий король | h8 білий слон · a6 чорна тура · h6 чорний ферзь · b5 білий кінь · c5 чорний пішак · c4 чорний король · g3 білий пішак · h3 білий слон · c2 білий пішак · g2 білий кінь · h2 білий пішак · b1 біла тура · d1 біла тура · g1 білий король | h8 білий слон · a6 чорна тура · h6 чорний ферзь · b5 білий кінь · c5 чорний пішак · c4 чорний король · g3 білий пішак · h3 білий слон · c2 білий пішак · g2 білий кінь · h2 білий пішак · b1 біла тура · d1 біла тура · g1 білий король | h8 білий слон · a6 чорна тура · h6 чорний ферзь · b5 білий кінь · c5 чорний пішак · c4 чорний король · g3 білий пішак · h3 білий слон · c2 білий пішак · g2 білий кінь · h2 білий пішак · b1 біла тура · d1 біла тура · g1 білий король | h8 білий слон · a6 чорна тура · h6 чорний ферзь · b5 білий кінь · c5 чорний пішак · c4 чорний король · g3 білий пішак · h3 білий слон · c2 білий пішак · g2 білий кінь · h2 білий пішак · b1 біла тура · d1 біла тура · g1 білий король | 5 |
| 4 | h8 білий слон · a6 чорна тура · h6 чорний ферзь · b5 білий кінь · c5 чорний пішак · c4 чорний король · g3 білий пішак · h3 білий слон · c2 білий пішак · g2 білий кінь · h2 білий пішак · b1 біла тура · d1 біла тура · g1 білий король | h8 білий слон · a6 чорна тура · h6 чорний ферзь · b5 білий кінь · c5 чорний пішак · c4 чорний король · g3 білий пішак · h3 білий слон · c2 білий пішак · g2 білий кінь · h2 білий пішак · b1 біла тура · d1 біла тура · g1 білий король | h8 білий слон · a6 чорна тура · h6 чорний ферзь · b5 білий кінь · c5 чорний пішак · c4 чорний король · g3 білий пішак · h3 білий слон · c2 білий пішак · g2 білий кінь · h2 білий пішак · b1 біла тура · d1 біла тура · g1 білий король | h8 білий слон · a6 чорна тура · h6 чорний ферзь · b5 білий кінь · c5 чорний пішак · c4 чорний король · g3 білий пішак · h3 білий слон · c2 білий пішак · g2 білий кінь · h2 білий пішак · b1 біла тура · d1 біла тура · g1 білий король | h8 білий слон · a6 чорна тура · h6 чорний ферзь · b5 білий кінь · c5 чорний пішак · c4 чорний король · g3 білий пішак · h3 білий слон · c2 білий пішак · g2 білий кінь · h2 білий пішак · b1 біла тура · d1 біла тура · g1 білий король | h8 білий слон · a6 чорна тура · h6 чорний ферзь · b5 білий кінь · c5 чорний пішак · c4 чорний король · g3 білий пішак · h3 білий слон · c2 білий пішак · g2 білий кінь · h2 білий пішак · b1 біла тура · d1 біла тура · g1 білий король | h8 білий слон · a6 чорна тура · h6 чорний ферзь · b5 білий кінь · c5 чорний пішак · c4 чорний король · g3 білий пішак · h3 білий слон · c2 білий пішак · g2 білий кінь · h2 білий пішак · b1 біла тура · d1 біла тура · g1 білий король | h8 білий слон · a6 чорна тура · h6 чорний ферзь · b5 білий кінь · c5 чорний пішак · c4 чорний король · g3 білий пішак · h3 білий слон · c2 білий пішак · g2 білий кінь · h2 білий пішак · b1 біла тура · d1 біла тура · g1 білий король | 4 |
| 3 | h8 білий слон · a6 чорна тура · h6 чорний ферзь · b5 білий кінь · c5 чорний пішак · c4 чорний король · g3 білий пішак · h3 білий слон · c2 білий пішак · g2 білий кінь · h2 білий пішак · b1 біла тура · d1 біла тура · g1 білий король | h8 білий слон · a6 чорна тура · h6 чорний ферзь · b5 білий кінь · c5 чорний пішак · c4 чорний король · g3 білий пішак · h3 білий слон · c2 білий пішак · g2 білий кінь · h2 білий пішак · b1 біла тура · d1 біла тура · g1 білий король | h8 білий слон · a6 чорна тура · h6 чорний ферзь · b5 білий кінь · c5 чорний пішак · c4 чорний король · g3 білий пішак · h3 білий слон · c2 білий пішак · g2 білий кінь · h2 білий пішак · b1 біла тура · d1 біла тура · g1 білий король | h8 білий слон · a6 чорна тура · h6 чорний ферзь · b5 білий кінь · c5 чорний пішак · c4 чорний король · g3 білий пішак · h3 білий слон · c2 білий пішак · g2 білий кінь · h2 білий пішак · b1 біла тура · d1 біла тура · g1 білий король | h8 білий слон · a6 чорна тура · h6 чорний ферзь · b5 білий кінь · c5 чорний пішак · c4 чорний король · g3 білий пішак · h3 білий слон · c2 білий пішак · g2 білий кінь · h2 білий пішак · b1 біла тура · d1 біла тура · g1 білий король | h8 білий слон · a6 чорна тура · h6 чорний ферзь · b5 білий кінь · c5 чорний пішак · c4 чорний король · g3 білий пішак · h3 білий слон · c2 білий пішак · g2 білий кінь · h2 білий пішак · b1 біла тура · d1 біла тура · g1 білий король | h8 білий слон · a6 чорна тура · h6 чорний ферзь · b5 білий кінь · c5 чорний пішак · c4 чорний король · g3 білий пішак · h3 білий слон · c2 білий пішак · g2 білий кінь · h2 білий пішак · b1 біла тура · d1 біла тура · g1 білий король | h8 білий слон · a6 чорна тура · h6 чорний ферзь · b5 білий кінь · c5 чорний пішак · c4 чорний король · g3 білий пішак · h3 білий слон · c2 білий пішак · g2 білий кінь · h2 білий пішак · b1 біла тура · d1 біла тура · g1 білий король | 3 |
| 2 | h8 білий слон · a6 чорна тура · h6 чорний ферзь · b5 білий кінь · c5 чорний пішак · c4 чорний король · g3 білий пішак · h3 білий слон · c2 білий пішак · g2 білий кінь · h2 білий пішак · b1 біла тура · d1 біла тура · g1 білий король | h8 білий слон · a6 чорна тура · h6 чорний ферзь · b5 білий кінь · c5 чорний пішак · c4 чорний король · g3 білий пішак · h3 білий слон · c2 білий пішак · g2 білий кінь · h2 білий пішак · b1 біла тура · d1 біла тура · g1 білий король | h8 білий слон · a6 чорна тура · h6 чорний ферзь · b5 білий кінь · c5 чорний пішак · c4 чорний король · g3 білий пішак · h3 білий слон · c2 білий пішак · g2 білий кінь · h2 білий пішак · b1 біла тура · d1 біла тура · g1 білий король | h8 білий слон · a6 чорна тура · h6 чорний ферзь · b5 білий кінь · c5 чорний пішак · c4 чорний король · g3 білий пішак · h3 білий слон · c2 білий пішак · g2 білий кінь · h2 білий пішак · b1 біла тура · d1 біла тура · g1 білий король | h8 білий слон · a6 чорна тура · h6 чорний ферзь · b5 білий кінь · c5 чорний пішак · c4 чорний король · g3 білий пішак · h3 білий слон · c2 білий пішак · g2 білий кінь · h2 білий пішак · b1 біла тура · d1 біла тура · g1 білий король | h8 білий слон · a6 чорна тура · h6 чорний ферзь · b5 білий кінь · c5 чорний пішак · c4 чорний король · g3 білий пішак · h3 білий слон · c2 білий пішак · g2 білий кінь · h2 білий пішак · b1 біла тура · d1 біла тура · g1 білий король | h8 білий слон · a6 чорна тура · h6 чорний ферзь · b5 білий кінь · c5 чорний пішак · c4 чорний король · g3 білий пішак · h3 білий слон · c2 білий пішак · g2 білий кінь · h2 білий пішак · b1 біла тура · d1 біла тура · g1 білий король | h8 білий слон · a6 чорна тура · h6 чорний ферзь · b5 білий кінь · c5 чорний пішак · c4 чорний король · g3 білий пішак · h3 білий слон · c2 білий пішак · g2 білий кінь · h2 білий пішак · b1 біла тура · d1 біла тура · g1 білий король | 2 |
| 1 | h8 білий слон · a6 чорна тура · h6 чорний ферзь · b5 білий кінь · c5 чорний пішак · c4 чорний король · g3 білий пішак · h3 білий слон · c2 білий пішак · g2 білий кінь · h2 білий пішак · b1 біла тура · d1 біла тура · g1 білий король | h8 білий слон · a6 чорна тура · h6 чорний ферзь · b5 білий кінь · c5 чорний пішак · c4 чорний король · g3 білий пішак · h3 білий слон · c2 білий пішак · g2 білий кінь · h2 білий пішак · b1 біла тура · d1 біла тура · g1 білий король | h8 білий слон · a6 чорна тура · h6 чорний ферзь · b5 білий кінь · c5 чорний пішак · c4 чорний король · g3 білий пішак · h3 білий слон · c2 білий пішак · g2 білий кінь · h2 білий пішак · b1 біла тура · d1 біла тура · g1 білий король | h8 білий слон · a6 чорна тура · h6 чорний ферзь · b5 білий кінь · c5 чорний пішак · c4 чорний король · g3 білий пішак · h3 білий слон · c2 білий пішак · g2 білий кінь · h2 білий пішак · b1 біла тура · d1 біла тура · g1 білий король | h8 білий слон · a6 чорна тура · h6 чорний ферзь · b5 білий кінь · c5 чорний пішак · c4 чорний король · g3 білий пішак · h3 білий слон · c2 білий пішак · g2 білий кінь · h2 білий пішак · b1 біла тура · d1 біла тура · g1 білий король | h8 білий слон · a6 чорна тура · h6 чорний ферзь · b5 білий кінь · c5 чорний пішак · c4 чорний король · g3 білий пішак · h3 білий слон · c2 білий пішак · g2 білий кінь · h2 білий пішак · b1 біла тура · d1 біла тура · g1 білий король | h8 білий слон · a6 чорна тура · h6 чорний ферзь · b5 білий кінь · c5 чорний пішак · c4 чорний король · g3 білий пішак · h3 білий слон · c2 білий пішак · g2 білий кінь · h2 білий пішак · b1 біла тура · d1 біла тура · g1 білий король | h8 білий слон · a6 чорна тура · h6 чорний ферзь · b5 білий кінь · c5 чорний пішак · c4 чорний король · g3 білий пішак · h3 білий слон · c2 білий пішак · g2 білий кінь · h2 білий пішак · b1 біла тура · d1 біла тура · g1 білий король | 1 |
|   | a | b | c | d | e | f | g | h |   |

FEN: 7B/8/r6q/1Np5/2k5/6PB/2P3NP/1R1R2K1

1. Be6+? Rxe6 2. Sa3#, 1. ... Qxe6!
1. Sd6+? Qxd6 2. Se3#, 1. ... Rxd6!
1. c3! ~ Zz
1. ... Tf6  2. Be6+! Rxe6 (Qxe6?) 3.Sa3#
1. ... Qc6 2. Sd6+! Qxd6 (Rxd6?) 3. Se3#
Чорні ферзь і тура контролюють шосту горизонталь і відповідно поля «а3» і «е3». В хибних слідах білі намагаються відволікти фігури чорних для оголошення мату, але хибні сліди спростовуються. Після першого ходу білих чорні опиняються в цугцванзі, їхні тура і ферзь можуть рухатися лише по горизонталі назустріч один одному, але білі вдало жертвують свої фігури і чорні після прийняття жертви виключають одна одну з важливих полів, унаслідок чого виникають мати. 
|   | a | b | c | d | e | f | g | h |   |
| 8 | b8 білий король · c8 білий кінь · d8 білий кінь · g8 білий слон · h8 чорний ферзь · b7 чорний пішак · c7 чорний кінь · d7 чорний пішак · a6 чорний пішак · c6 чорний пішак · d6 білий слон · e6 чорний пішак · g6 чорний пішак · c5 чорний кінь · d5 чорний король · a4 біла тура · f4 біла тура · g4 білий пішак · g3 білий пішак · h3 чорний пішак · a2 білий пішак · b2 чорний слон · h2 білий ферзь · b1 чорна тура · c1 чорна тура | b8 білий король · c8 білий кінь · d8 білий кінь · g8 білий слон · h8 чорний ферзь · b7 чорний пішак · c7 чорний кінь · d7 чорний пішак · a6 чорний пішак · c6 чорний пішак · d6 білий слон · e6 чорний пішак · g6 чорний пішак · c5 чорний кінь · d5 чорний король · a4 біла тура · f4 біла тура · g4 білий пішак · g3 білий пішак · h3 чорний пішак · a2 білий пішак · b2 чорний слон · h2 білий ферзь · b1 чорна тура · c1 чорна тура | b8 білий король · c8 білий кінь · d8 білий кінь · g8 білий слон · h8 чорний ферзь · b7 чорний пішак · c7 чорний кінь · d7 чорний пішак · a6 чорний пішак · c6 чорний пішак · d6 білий слон · e6 чорний пішак · g6 чорний пішак · c5 чорний кінь · d5 чорний король · a4 біла тура · f4 біла тура · g4 білий пішак · g3 білий пішак · h3 чорний пішак · a2 білий пішак · b2 чорний слон · h2 білий ферзь · b1 чорна тура · c1 чорна тура | b8 білий король · c8 білий кінь · d8 білий кінь · g8 білий слон · h8 чорний ферзь · b7 чорний пішак · c7 чорний кінь · d7 чорний пішак · a6 чорний пішак · c6 чорний пішак · d6 білий слон · e6 чорний пішак · g6 чорний пішак · c5 чорний кінь · d5 чорний король · a4 біла тура · f4 біла тура · g4 білий пішак · g3 білий пішак · h3 чорний пішак · a2 білий пішак · b2 чорний слон · h2 білий ферзь · b1 чорна тура · c1 чорна тура | b8 білий король · c8 білий кінь · d8 білий кінь · g8 білий слон · h8 чорний ферзь · b7 чорний пішак · c7 чорний кінь · d7 чорний пішак · a6 чорний пішак · c6 чорний пішак · d6 білий слон · e6 чорний пішак · g6 чорний пішак · c5 чорний кінь · d5 чорний король · a4 біла тура · f4 біла тура · g4 білий пішак · g3 білий пішак · h3 чорний пішак · a2 білий пішак · b2 чорний слон · h2 білий ферзь · b1 чорна тура · c1 чорна тура | b8 білий король · c8 білий кінь · d8 білий кінь · g8 білий слон · h8 чорний ферзь · b7 чорний пішак · c7 чорний кінь · d7 чорний пішак · a6 чорний пішак · c6 чорний пішак · d6 білий слон · e6 чорний пішак · g6 чорний пішак · c5 чорний кінь · d5 чорний король · a4 біла тура · f4 біла тура · g4 білий пішак · g3 білий пішак · h3 чорний пішак · a2 білий пішак · b2 чорний слон · h2 білий ферзь · b1 чорна тура · c1 чорна тура | b8 білий король · c8 білий кінь · d8 білий кінь · g8 білий слон · h8 чорний ферзь · b7 чорний пішак · c7 чорний кінь · d7 чорний пішак · a6 чорний пішак · c6 чорний пішак · d6 білий слон · e6 чорний пішак · g6 чорний пішак · c5 чорний кінь · d5 чорний король · a4 біла тура · f4 біла тура · g4 білий пішак · g3 білий пішак · h3 чорний пішак · a2 білий пішак · b2 чорний слон · h2 білий ферзь · b1 чорна тура · c1 чорна тура | b8 білий король · c8 білий кінь · d8 білий кінь · g8 білий слон · h8 чорний ферзь · b7 чорний пішак · c7 чорний кінь · d7 чорний пішак · a6 чорний пішак · c6 чорний пішак · d6 білий слон · e6 чорний пішак · g6 чорний пішак · c5 чорний кінь · d5 чорний король · a4 біла тура · f4 біла тура · g4 білий пішак · g3 білий пішак · h3 чорний пішак · a2 білий пішак · b2 чорний слон · h2 білий ферзь · b1 чорна тура · c1 чорна тура | 8 |
| 7 | b8 білий король · c8 білий кінь · d8 білий кінь · g8 білий слон · h8 чорний ферзь · b7 чорний пішак · c7 чорний кінь · d7 чорний пішак · a6 чорний пішак · c6 чорний пішак · d6 білий слон · e6 чорний пішак · g6 чорний пішак · c5 чорний кінь · d5 чорний король · a4 біла тура · f4 біла тура · g4 білий пішак · g3 білий пішак · h3 чорний пішак · a2 білий пішак · b2 чорний слон · h2 білий ферзь · b1 чорна тура · c1 чорна тура | b8 білий король · c8 білий кінь · d8 білий кінь · g8 білий слон · h8 чорний ферзь · b7 чорний пішак · c7 чорний кінь · d7 чорний пішак · a6 чорний пішак · c6 чорний пішак · d6 білий слон · e6 чорний пішак · g6 чорний пішак · c5 чорний кінь · d5 чорний король · a4 біла тура · f4 біла тура · g4 білий пішак · g3 білий пішак · h3 чорний пішак · a2 білий пішак · b2 чорний слон · h2 білий ферзь · b1 чорна тура · c1 чорна тура | b8 білий король · c8 білий кінь · d8 білий кінь · g8 білий слон · h8 чорний ферзь · b7 чорний пішак · c7 чорний кінь · d7 чорний пішак · a6 чорний пішак · c6 чорний пішак · d6 білий слон · e6 чорний пішак · g6 чорний пішак · c5 чорний кінь · d5 чорний король · a4 біла тура · f4 біла тура · g4 білий пішак · g3 білий пішак · h3 чорний пішак · a2 білий пішак · b2 чорний слон · h2 білий ферзь · b1 чорна тура · c1 чорна тура | b8 білий король · c8 білий кінь · d8 білий кінь · g8 білий слон · h8 чорний ферзь · b7 чорний пішак · c7 чорний кінь · d7 чорний пішак · a6 чорний пішак · c6 чорний пішак · d6 білий слон · e6 чорний пішак · g6 чорний пішак · c5 чорний кінь · d5 чорний король · a4 біла тура · f4 біла тура · g4 білий пішак · g3 білий пішак · h3 чорний пішак · a2 білий пішак · b2 чорний слон · h2 білий ферзь · b1 чорна тура · c1 чорна тура | b8 білий король · c8 білий кінь · d8 білий кінь · g8 білий слон · h8 чорний ферзь · b7 чорний пішак · c7 чорний кінь · d7 чорний пішак · a6 чорний пішак · c6 чорний пішак · d6 білий слон · e6 чорний пішак · g6 чорний пішак · c5 чорний кінь · d5 чорний король · a4 біла тура · f4 біла тура · g4 білий пішак · g3 білий пішак · h3 чорний пішак · a2 білий пішак · b2 чорний слон · h2 білий ферзь · b1 чорна тура · c1 чорна тура | b8 білий король · c8 білий кінь · d8 білий кінь · g8 білий слон · h8 чорний ферзь · b7 чорний пішак · c7 чорний кінь · d7 чорний пішак · a6 чорний пішак · c6 чорний пішак · d6 білий слон · e6 чорний пішак · g6 чорний пішак · c5 чорний кінь · d5 чорний король · a4 біла тура · f4 біла тура · g4 білий пішак · g3 білий пішак · h3 чорний пішак · a2 білий пішак · b2 чорний слон · h2 білий ферзь · b1 чорна тура · c1 чорна тура | b8 білий король · c8 білий кінь · d8 білий кінь · g8 білий слон · h8 чорний ферзь · b7 чорний пішак · c7 чорний кінь · d7 чорний пішак · a6 чорний пішак · c6 чорний пішак · d6 білий слон · e6 чорний пішак · g6 чорний пішак · c5 чорний кінь · d5 чорний король · a4 біла тура · f4 біла тура · g4 білий пішак · g3 білий пішак · h3 чорний пішак · a2 білий пішак · b2 чорний слон · h2 білий ферзь · b1 чорна тура · c1 чорна тура | b8 білий король · c8 білий кінь · d8 білий кінь · g8 білий слон · h8 чорний ферзь · b7 чорний пішак · c7 чорний кінь · d7 чорний пішак · a6 чорний пішак · c6 чорний пішак · d6 білий слон · e6 чорний пішак · g6 чорний пішак · c5 чорний кінь · d5 чорний король · a4 біла тура · f4 біла тура · g4 білий пішак · g3 білий пішак · h3 чорний пішак · a2 білий пішак · b2 чорний слон · h2 білий ферзь · b1 чорна тура · c1 чорна тура | 7 |
| 6 | b8 білий король · c8 білий кінь · d8 білий кінь · g8 білий слон · h8 чорний ферзь · b7 чорний пішак · c7 чорний кінь · d7 чорний пішак · a6 чорний пішак · c6 чорний пішак · d6 білий слон · e6 чорний пішак · g6 чорний пішак · c5 чорний кінь · d5 чорний король · a4 біла тура · f4 біла тура · g4 білий пішак · g3 білий пішак · h3 чорний пішак · a2 білий пішак · b2 чорний слон · h2 білий ферзь · b1 чорна тура · c1 чорна тура | b8 білий король · c8 білий кінь · d8 білий кінь · g8 білий слон · h8 чорний ферзь · b7 чорний пішак · c7 чорний кінь · d7 чорний пішак · a6 чорний пішак · c6 чорний пішак · d6 білий слон · e6 чорний пішак · g6 чорний пішак · c5 чорний кінь · d5 чорний король · a4 біла тура · f4 біла тура · g4 білий пішак · g3 білий пішак · h3 чорний пішак · a2 білий пішак · b2 чорний слон · h2 білий ферзь · b1 чорна тура · c1 чорна тура | b8 білий король · c8 білий кінь · d8 білий кінь · g8 білий слон · h8 чорний ферзь · b7 чорний пішак · c7 чорний кінь · d7 чорний пішак · a6 чорний пішак · c6 чорний пішак · d6 білий слон · e6 чорний пішак · g6 чорний пішак · c5 чорний кінь · d5 чорний король · a4 біла тура · f4 біла тура · g4 білий пішак · g3 білий пішак · h3 чорний пішак · a2 білий пішак · b2 чорний слон · h2 білий ферзь · b1 чорна тура · c1 чорна тура | b8 білий король · c8 білий кінь · d8 білий кінь · g8 білий слон · h8 чорний ферзь · b7 чорний пішак · c7 чорний кінь · d7 чорний пішак · a6 чорний пішак · c6 чорний пішак · d6 білий слон · e6 чорний пішак · g6 чорний пішак · c5 чорний кінь · d5 чорний король · a4 біла тура · f4 біла тура · g4 білий пішак · g3 білий пішак · h3 чорний пішак · a2 білий пішак · b2 чорний слон · h2 білий ферзь · b1 чорна тура · c1 чорна тура | b8 білий король · c8 білий кінь · d8 білий кінь · g8 білий слон · h8 чорний ферзь · b7 чорний пішак · c7 чорний кінь · d7 чорний пішак · a6 чорний пішак · c6 чорний пішак · d6 білий слон · e6 чорний пішак · g6 чорний пішак · c5 чорний кінь · d5 чорний король · a4 біла тура · f4 біла тура · g4 білий пішак · g3 білий пішак · h3 чорний пішак · a2 білий пішак · b2 чорний слон · h2 білий ферзь · b1 чорна тура · c1 чорна тура | b8 білий король · c8 білий кінь · d8 білий кінь · g8 білий слон · h8 чорний ферзь · b7 чорний пішак · c7 чорний кінь · d7 чорний пішак · a6 чорний пішак · c6 чорний пішак · d6 білий слон · e6 чорний пішак · g6 чорний пішак · c5 чорний кінь · d5 чорний король · a4 біла тура · f4 біла тура · g4 білий пішак · g3 білий пішак · h3 чорний пішак · a2 білий пішак · b2 чорний слон · h2 білий ферзь · b1 чорна тура · c1 чорна тура | b8 білий король · c8 білий кінь · d8 білий кінь · g8 білий слон · h8 чорний ферзь · b7 чорний пішак · c7 чорний кінь · d7 чорний пішак · a6 чорний пішак · c6 чорний пішак · d6 білий слон · e6 чорний пішак · g6 чорний пішак · c5 чорний кінь · d5 чорний король · a4 біла тура · f4 біла тура · g4 білий пішак · g3 білий пішак · h3 чорний пішак · a2 білий пішак · b2 чорний слон · h2 білий ферзь · b1 чорна тура · c1 чорна тура | b8 білий король · c8 білий кінь · d8 білий кінь · g8 білий слон · h8 чорний ферзь · b7 чорний пішак · c7 чорний кінь · d7 чорний пішак · a6 чорний пішак · c6 чорний пішак · d6 білий слон · e6 чорний пішак · g6 чорний пішак · c5 чорний кінь · d5 чорний король · a4 біла тура · f4 біла тура · g4 білий пішак · g3 білий пішак · h3 чорний пішак · a2 білий пішак · b2 чорний слон · h2 білий ферзь · b1 чорна тура · c1 чорна тура | 6 |
| 5 | b8 білий король · c8 білий кінь · d8 білий кінь · g8 білий слон · h8 чорний ферзь · b7 чорний пішак · c7 чорний кінь · d7 чорний пішак · a6 чорний пішак · c6 чорний пішак · d6 білий слон · e6 чорний пішак · g6 чорний пішак · c5 чорний кінь · d5 чорний король · a4 біла тура · f4 біла тура · g4 білий пішак · g3 білий пішак · h3 чорний пішак · a2 білий пішак · b2 чорний слон · h2 білий ферзь · b1 чорна тура · c1 чорна тура | b8 білий король · c8 білий кінь · d8 білий кінь · g8 білий слон · h8 чорний ферзь · b7 чорний пішак · c7 чорний кінь · d7 чорний пішак · a6 чорний пішак · c6 чорний пішак · d6 білий слон · e6 чорний пішак · g6 чорний пішак · c5 чорний кінь · d5 чорний король · a4 біла тура · f4 біла тура · g4 білий пішак · g3 білий пішак · h3 чорний пішак · a2 білий пішак · b2 чорний слон · h2 білий ферзь · b1 чорна тура · c1 чорна тура | b8 білий король · c8 білий кінь · d8 білий кінь · g8 білий слон · h8 чорний ферзь · b7 чорний пішак · c7 чорний кінь · d7 чорний пішак · a6 чорний пішак · c6 чорний пішак · d6 білий слон · e6 чорний пішак · g6 чорний пішак · c5 чорний кінь · d5 чорний король · a4 біла тура · f4 біла тура · g4 білий пішак · g3 білий пішак · h3 чорний пішак · a2 білий пішак · b2 чорний слон · h2 білий ферзь · b1 чорна тура · c1 чорна тура | b8 білий король · c8 білий кінь · d8 білий кінь · g8 білий слон · h8 чорний ферзь · b7 чорний пішак · c7 чорний кінь · d7 чорний пішак · a6 чорний пішак · c6 чорний пішак · d6 білий слон · e6 чорний пішак · g6 чорний пішак · c5 чорний кінь · d5 чорний король · a4 біла тура · f4 біла тура · g4 білий пішак · g3 білий пішак · h3 чорний пішак · a2 білий пішак · b2 чорний слон · h2 білий ферзь · b1 чорна тура · c1 чорна тура | b8 білий король · c8 білий кінь · d8 білий кінь · g8 білий слон · h8 чорний ферзь · b7 чорний пішак · c7 чорний кінь · d7 чорний пішак · a6 чорний пішак · c6 чорний пішак · d6 білий слон · e6 чорний пішак · g6 чорний пішак · c5 чорний кінь · d5 чорний король · a4 біла тура · f4 біла тура · g4 білий пішак · g3 білий пішак · h3 чорний пішак · a2 білий пішак · b2 чорний слон · h2 білий ферзь · b1 чорна тура · c1 чорна тура | b8 білий король · c8 білий кінь · d8 білий кінь · g8 білий слон · h8 чорний ферзь · b7 чорний пішак · c7 чорний кінь · d7 чорний пішак · a6 чорний пішак · c6 чорний пішак · d6 білий слон · e6 чорний пішак · g6 чорний пішак · c5 чорний кінь · d5 чорний король · a4 біла тура · f4 біла тура · g4 білий пішак · g3 білий пішак · h3 чорний пішак · a2 білий пішак · b2 чорний слон · h2 білий ферзь · b1 чорна тура · c1 чорна тура | b8 білий король · c8 білий кінь · d8 білий кінь · g8 білий слон · h8 чорний ферзь · b7 чорний пішак · c7 чорний кінь · d7 чорний пішак · a6 чорний пішак · c6 чорний пішак · d6 білий слон · e6 чорний пішак · g6 чорний пішак · c5 чорний кінь · d5 чорний король · a4 біла тура · f4 біла тура · g4 білий пішак · g3 білий пішак · h3 чорний пішак · a2 білий пішак · b2 чорний слон · h2 білий ферзь · b1 чорна тура · c1 чорна тура | b8 білий король · c8 білий кінь · d8 білий кінь · g8 білий слон · h8 чорний ферзь · b7 чорний пішак · c7 чорний кінь · d7 чорний пішак · a6 чорний пішак · c6 чорний пішак · d6 білий слон · e6 чорний пішак · g6 чорний пішак · c5 чорний кінь · d5 чорний король · a4 біла тура · f4 біла тура · g4 білий пішак · g3 білий пішак · h3 чорний пішак · a2 білий пішак · b2 чорний слон · h2 білий ферзь · b1 чорна тура · c1 чорна тура | 5 |
| 4 | b8 білий король · c8 білий кінь · d8 білий кінь · g8 білий слон · h8 чорний ферзь · b7 чорний пішак · c7 чорний кінь · d7 чорний пішак · a6 чорний пішак · c6 чорний пішак · d6 білий слон · e6 чорний пішак · g6 чорний пішак · c5 чорний кінь · d5 чорний король · a4 біла тура · f4 біла тура · g4 білий пішак · g3 білий пішак · h3 чорний пішак · a2 білий пішак · b2 чорний слон · h2 білий ферзь · b1 чорна тура · c1 чорна тура | b8 білий король · c8 білий кінь · d8 білий кінь · g8 білий слон · h8 чорний ферзь · b7 чорний пішак · c7 чорний кінь · d7 чорний пішак · a6 чорний пішак · c6 чорний пішак · d6 білий слон · e6 чорний пішак · g6 чорний пішак · c5 чорний кінь · d5 чорний король · a4 біла тура · f4 біла тура · g4 білий пішак · g3 білий пішак · h3 чорний пішак · a2 білий пішак · b2 чорний слон · h2 білий ферзь · b1 чорна тура · c1 чорна тура | b8 білий король · c8 білий кінь · d8 білий кінь · g8 білий слон · h8 чорний ферзь · b7 чорний пішак · c7 чорний кінь · d7 чорний пішак · a6 чорний пішак · c6 чорний пішак · d6 білий слон · e6 чорний пішак · g6 чорний пішак · c5 чорний кінь · d5 чорний король · a4 біла тура · f4 біла тура · g4 білий пішак · g3 білий пішак · h3 чорний пішак · a2 білий пішак · b2 чорний слон · h2 білий ферзь · b1 чорна тура · c1 чорна тура | b8 білий король · c8 білий кінь · d8 білий кінь · g8 білий слон · h8 чорний ферзь · b7 чорний пішак · c7 чорний кінь · d7 чорний пішак · a6 чорний пішак · c6 чорний пішак · d6 білий слон · e6 чорний пішак · g6 чорний пішак · c5 чорний кінь · d5 чорний король · a4 біла тура · f4 біла тура · g4 білий пішак · g3 білий пішак · h3 чорний пішак · a2 білий пішак · b2 чорний слон · h2 білий ферзь · b1 чорна тура · c1 чорна тура | b8 білий король · c8 білий кінь · d8 білий кінь · g8 білий слон · h8 чорний ферзь · b7 чорний пішак · c7 чорний кінь · d7 чорний пішак · a6 чорний пішак · c6 чорний пішак · d6 білий слон · e6 чорний пішак · g6 чорний пішак · c5 чорний кінь · d5 чорний король · a4 біла тура · f4 біла тура · g4 білий пішак · g3 білий пішак · h3 чорний пішак · a2 білий пішак · b2 чорний слон · h2 білий ферзь · b1 чорна тура · c1 чорна тура | b8 білий король · c8 білий кінь · d8 білий кінь · g8 білий слон · h8 чорний ферзь · b7 чорний пішак · c7 чорний кінь · d7 чорний пішак · a6 чорний пішак · c6 чорний пішак · d6 білий слон · e6 чорний пішак · g6 чорний пішак · c5 чорний кінь · d5 чорний король · a4 біла тура · f4 біла тура · g4 білий пішак · g3 білий пішак · h3 чорний пішак · a2 білий пішак · b2 чорний слон · h2 білий ферзь · b1 чорна тура · c1 чорна тура | b8 білий король · c8 білий кінь · d8 білий кінь · g8 білий слон · h8 чорний ферзь · b7 чорний пішак · c7 чорний кінь · d7 чорний пішак · a6 чорний пішак · c6 чорний пішак · d6 білий слон · e6 чорний пішак · g6 чорний пішак · c5 чорний кінь · d5 чорний король · a4 біла тура · f4 біла тура · g4 білий пішак · g3 білий пішак · h3 чорний пішак · a2 білий пішак · b2 чорний слон · h2 білий ферзь · b1 чорна тура · c1 чорна тура | b8 білий король · c8 білий кінь · d8 білий кінь · g8 білий слон · h8 чорний ферзь · b7 чорний пішак · c7 чорний кінь · d7 чорний пішак · a6 чорний пішак · c6 чорний пішак · d6 білий слон · e6 чорний пішак · g6 чорний пішак · c5 чорний кінь · d5 чорний король · a4 біла тура · f4 біла тура · g4 білий пішак · g3 білий пішак · h3 чорний пішак · a2 білий пішак · b2 чорний слон · h2 білий ферзь · b1 чорна тура · c1 чорна тура | 4 |
| 3 | b8 білий король · c8 білий кінь · d8 білий кінь · g8 білий слон · h8 чорний ферзь · b7 чорний пішак · c7 чорний кінь · d7 чорний пішак · a6 чорний пішак · c6 чорний пішак · d6 білий слон · e6 чорний пішак · g6 чорний пішак · c5 чорний кінь · d5 чорний король · a4 біла тура · f4 біла тура · g4 білий пішак · g3 білий пішак · h3 чорний пішак · a2 білий пішак · b2 чорний слон · h2 білий ферзь · b1 чорна тура · c1 чорна тура | b8 білий король · c8 білий кінь · d8 білий кінь · g8 білий слон · h8 чорний ферзь · b7 чорний пішак · c7 чорний кінь · d7 чорний пішак · a6 чорний пішак · c6 чорний пішак · d6 білий слон · e6 чорний пішак · g6 чорний пішак · c5 чорний кінь · d5 чорний король · a4 біла тура · f4 біла тура · g4 білий пішак · g3 білий пішак · h3 чорний пішак · a2 білий пішак · b2 чорний слон · h2 білий ферзь · b1 чорна тура · c1 чорна тура | b8 білий король · c8 білий кінь · d8 білий кінь · g8 білий слон · h8 чорний ферзь · b7 чорний пішак · c7 чорний кінь · d7 чорний пішак · a6 чорний пішак · c6 чорний пішак · d6 білий слон · e6 чорний пішак · g6 чорний пішак · c5 чорний кінь · d5 чорний король · a4 біла тура · f4 біла тура · g4 білий пішак · g3 білий пішак · h3 чорний пішак · a2 білий пішак · b2 чорний слон · h2 білий ферзь · b1 чорна тура · c1 чорна тура | b8 білий король · c8 білий кінь · d8 білий кінь · g8 білий слон · h8 чорний ферзь · b7 чорний пішак · c7 чорний кінь · d7 чорний пішак · a6 чорний пішак · c6 чорний пішак · d6 білий слон · e6 чорний пішак · g6 чорний пішак · c5 чорний кінь · d5 чорний король · a4 біла тура · f4 біла тура · g4 білий пішак · g3 білий пішак · h3 чорний пішак · a2 білий пішак · b2 чорний слон · h2 білий ферзь · b1 чорна тура · c1 чорна тура | b8 білий король · c8 білий кінь · d8 білий кінь · g8 білий слон · h8 чорний ферзь · b7 чорний пішак · c7 чорний кінь · d7 чорний пішак · a6 чорний пішак · c6 чорний пішак · d6 білий слон · e6 чорний пішак · g6 чорний пішак · c5 чорний кінь · d5 чорний король · a4 біла тура · f4 біла тура · g4 білий пішак · g3 білий пішак · h3 чорний пішак · a2 білий пішак · b2 чорний слон · h2 білий ферзь · b1 чорна тура · c1 чорна тура | b8 білий король · c8 білий кінь · d8 білий кінь · g8 білий слон · h8 чорний ферзь · b7 чорний пішак · c7 чорний кінь · d7 чорний пішак · a6 чорний пішак · c6 чорний пішак · d6 білий слон · e6 чорний пішак · g6 чорний пішак · c5 чорний кінь · d5 чорний король · a4 біла тура · f4 біла тура · g4 білий пішак · g3 білий пішак · h3 чорний пішак · a2 білий пішак · b2 чорний слон · h2 білий ферзь · b1 чорна тура · c1 чорна тура | b8 білий король · c8 білий кінь · d8 білий кінь · g8 білий слон · h8 чорний ферзь · b7 чорний пішак · c7 чорний кінь · d7 чорний пішак · a6 чорний пішак · c6 чорний пішак · d6 білий слон · e6 чорний пішак · g6 чорний пішак · c5 чорний кінь · d5 чорний король · a4 біла тура · f4 біла тура · g4 білий пішак · g3 білий пішак · h3 чорний пішак · a2 білий пішак · b2 чорний слон · h2 білий ферзь · b1 чорна тура · c1 чорна тура | b8 білий король · c8 білий кінь · d8 білий кінь · g8 білий слон · h8 чорний ферзь · b7 чорний пішак · c7 чорний кінь · d7 чорний пішак · a6 чорний пішак · c6 чорний пішак · d6 білий слон · e6 чорний пішак · g6 чорний пішак · c5 чорний кінь · d5 чорний король · a4 біла тура · f4 біла тура · g4 білий пішак · g3 білий пішак · h3 чорний пішак · a2 білий пішак · b2 чорний слон · h2 білий ферзь · b1 чорна тура · c1 чорна тура | 3 |
| 2 | b8 білий король · c8 білий кінь · d8 білий кінь · g8 білий слон · h8 чорний ферзь · b7 чорний пішак · c7 чорний кінь · d7 чорний пішак · a6 чорний пішак · c6 чорний пішак · d6 білий слон · e6 чорний пішак · g6 чорний пішак · c5 чорний кінь · d5 чорний король · a4 біла тура · f4 біла тура · g4 білий пішак · g3 білий пішак · h3 чорний пішак · a2 білий пішак · b2 чорний слон · h2 білий ферзь · b1 чорна тура · c1 чорна тура | b8 білий король · c8 білий кінь · d8 білий кінь · g8 білий слон · h8 чорний ферзь · b7 чорний пішак · c7 чорний кінь · d7 чорний пішак · a6 чорний пішак · c6 чорний пішак · d6 білий слон · e6 чорний пішак · g6 чорний пішак · c5 чорний кінь · d5 чорний король · a4 біла тура · f4 біла тура · g4 білий пішак · g3 білий пішак · h3 чорний пішак · a2 білий пішак · b2 чорний слон · h2 білий ферзь · b1 чорна тура · c1 чорна тура | b8 білий король · c8 білий кінь · d8 білий кінь · g8 білий слон · h8 чорний ферзь · b7 чорний пішак · c7 чорний кінь · d7 чорний пішак · a6 чорний пішак · c6 чорний пішак · d6 білий слон · e6 чорний пішак · g6 чорний пішак · c5 чорний кінь · d5 чорний король · a4 біла тура · f4 біла тура · g4 білий пішак · g3 білий пішак · h3 чорний пішак · a2 білий пішак · b2 чорний слон · h2 білий ферзь · b1 чорна тура · c1 чорна тура | b8 білий король · c8 білий кінь · d8 білий кінь · g8 білий слон · h8 чорний ферзь · b7 чорний пішак · c7 чорний кінь · d7 чорний пішак · a6 чорний пішак · c6 чорний пішак · d6 білий слон · e6 чорний пішак · g6 чорний пішак · c5 чорний кінь · d5 чорний король · a4 біла тура · f4 біла тура · g4 білий пішак · g3 білий пішак · h3 чорний пішак · a2 білий пішак · b2 чорний слон · h2 білий ферзь · b1 чорна тура · c1 чорна тура | b8 білий король · c8 білий кінь · d8 білий кінь · g8 білий слон · h8 чорний ферзь · b7 чорний пішак · c7 чорний кінь · d7 чорний пішак · a6 чорний пішак · c6 чорний пішак · d6 білий слон · e6 чорний пішак · g6 чорний пішак · c5 чорний кінь · d5 чорний король · a4 біла тура · f4 біла тура · g4 білий пішак · g3 білий пішак · h3 чорний пішак · a2 білий пішак · b2 чорний слон · h2 білий ферзь · b1 чорна тура · c1 чорна тура | b8 білий король · c8 білий кінь · d8 білий кінь · g8 білий слон · h8 чорний ферзь · b7 чорний пішак · c7 чорний кінь · d7 чорний пішак · a6 чорний пішак · c6 чорний пішак · d6 білий слон · e6 чорний пішак · g6 чорний пішак · c5 чорний кінь · d5 чорний король · a4 біла тура · f4 біла тура · g4 білий пішак · g3 білий пішак · h3 чорний пішак · a2 білий пішак · b2 чорний слон · h2 білий ферзь · b1 чорна тура · c1 чорна тура | b8 білий король · c8 білий кінь · d8 білий кінь · g8 білий слон · h8 чорний ферзь · b7 чорний пішак · c7 чорний кінь · d7 чорний пішак · a6 чорний пішак · c6 чорний пішак · d6 білий слон · e6 чорний пішак · g6 чорний пішак · c5 чорний кінь · d5 чорний король · a4 біла тура · f4 біла тура · g4 білий пішак · g3 білий пішак · h3 чорний пішак · a2 білий пішак · b2 чорний слон · h2 білий ферзь · b1 чорна тура · c1 чорна тура | b8 білий король · c8 білий кінь · d8 білий кінь · g8 білий слон · h8 чорний ферзь · b7 чорний пішак · c7 чорний кінь · d7 чорний пішак · a6 чорний пішак · c6 чорний пішак · d6 білий слон · e6 чорний пішак · g6 чорний пішак · c5 чорний кінь · d5 чорний король · a4 біла тура · f4 біла тура · g4 білий пішак · g3 білий пішак · h3 чорний пішак · a2 білий пішак · b2 чорний слон · h2 білий ферзь · b1 чорна тура · c1 чорна тура | 2 |
| 1 | b8 білий король · c8 білий кінь · d8 білий кінь · g8 білий слон · h8 чорний ферзь · b7 чорний пішак · c7 чорний кінь · d7 чорний пішак · a6 чорний пішак · c6 чорний пішак · d6 білий слон · e6 чорний пішак · g6 чорний пішак · c5 чорний кінь · d5 чорний король · a4 біла тура · f4 біла тура · g4 білий пішак · g3 білий пішак · h3 чорний пішак · a2 білий пішак · b2 чорний слон · h2 білий ферзь · b1 чорна тура · c1 чорна тура | b8 білий король · c8 білий кінь · d8 білий кінь · g8 білий слон · h8 чорний ферзь · b7 чорний пішак · c7 чорний кінь · d7 чорний пішак · a6 чорний пішак · c6 чорний пішак · d6 білий слон · e6 чорний пішак · g6 чорний пішак · c5 чорний кінь · d5 чорний король · a4 біла тура · f4 біла тура · g4 білий пішак · g3 білий пішак · h3 чорний пішак · a2 білий пішак · b2 чорний слон · h2 білий ферзь · b1 чорна тура · c1 чорна тура | b8 білий король · c8 білий кінь · d8 білий кінь · g8 білий слон · h8 чорний ферзь · b7 чорний пішак · c7 чорний кінь · d7 чорний пішак · a6 чорний пішак · c6 чорний пішак · d6 білий слон · e6 чорний пішак · g6 чорний пішак · c5 чорний кінь · d5 чорний король · a4 біла тура · f4 біла тура · g4 білий пішак · g3 білий пішак · h3 чорний пішак · a2 білий пішак · b2 чорний слон · h2 білий ферзь · b1 чорна тура · c1 чорна тура | b8 білий король · c8 білий кінь · d8 білий кінь · g8 білий слон · h8 чорний ферзь · b7 чорний пішак · c7 чорний кінь · d7 чорний пішак · a6 чорний пішак · c6 чорний пішак · d6 білий слон · e6 чорний пішак · g6 чорний пішак · c5 чорний кінь · d5 чорний король · a4 біла тура · f4 біла тура · g4 білий пішак · g3 білий пішак · h3 чорний пішак · a2 білий пішак · b2 чорний слон · h2 білий ферзь · b1 чорна тура · c1 чорна тура | b8 білий король · c8 білий кінь · d8 білий кінь · g8 білий слон · h8 чорний ферзь · b7 чорний пішак · c7 чорний кінь · d7 чорний пішак · a6 чорний пішак · c6 чорний пішак · d6 білий слон · e6 чорний пішак · g6 чорний пішак · c5 чорний кінь · d5 чорний король · a4 біла тура · f4 біла тура · g4 білий пішак · g3 білий пішак · h3 чорний пішак · a2 білий пішак · b2 чорний слон · h2 білий ферзь · b1 чорна тура · c1 чорна тура | b8 білий король · c8 білий кінь · d8 білий кінь · g8 білий слон · h8 чорний ферзь · b7 чорний пішак · c7 чорний кінь · d7 чорний пішак · a6 чорний пішак · c6 чорний пішак · d6 білий слон · e6 чорний пішак · g6 чорний пішак · c5 чорний кінь · d5 чорний король · a4 біла тура · f4 біла тура · g4 білий пішак · g3 білий пішак · h3 чорний пішак · a2 білий пішак · b2 чорний слон · h2 білий ферзь · b1 чорна тура · c1 чорна тура | b8 білий король · c8 білий кінь · d8 білий кінь · g8 білий слон · h8 чорний ферзь · b7 чорний пішак · c7 чорний кінь · d7 чорний пішак · a6 чорний пішак · c6 чорний пішак · d6 білий слон · e6 чорний пішак · g6 чорний пішак · c5 чорний кінь · d5 чорний король · a4 біла тура · f4 біла тура · g4 білий пішак · g3 білий пішак · h3 чорний пішак · a2 білий пішак · b2 чорний слон · h2 білий ферзь · b1 чорна тура · c1 чорна тура | b8 білий король · c8 білий кінь · d8 білий кінь · g8 білий слон · h8 чорний ферзь · b7 чорний пішак · c7 чорний кінь · d7 чорний пішак · a6 чорний пішак · c6 чорний пішак · d6 білий слон · e6 чорний пішак · g6 чорний пішак · c5 чорний кінь · d5 чорний король · a4 біла тура · f4 біла тура · g4 білий пішак · g3 білий пішак · h3 чорний пішак · a2 білий пішак · b2 чорний слон · h2 білий ферзь · b1 чорна тура · c1 чорна тура | 1 |
|   | a | b | c | d | e | f | g | h |   |

FEN: 1KNN2Bq/1pnp4/p1pBp1p1/2nk4/R4RP1/6Pp/Pb5Q/1rr5

1. Qe2! ~ 2. Qf3+ Se4 3. Qxe4#
1. ... Qe5 2. Sf7 ~ 3. Sb6, Se7#
   і один з матів загрози проходить, оскільки хід 2. ... Bf6??? неможливий.
1. ... Qd4 2. Kxc7 ~ 3. Sb6, Se7#
   і один з матів загрози проходить, оскільки хід 2. ... Bf6??? неможливий.
1. ... Qc3 2. Sxb7 ~ 3. Sb6, Se7#
          2. ... Sxb7 (2. ... Bf6???) 3. Qe4#

Чорні слон і ферзь контролюють головну діагональ. Після першого ходу білих виникає загроза і чорний ферзь змушений рухатись назустріч своєму слону і тим самим виключає слона з важливого поля «f6» і білі досягають мети.